# 實現之星
《實現之星》（日语：カナエの星）是由高橋彌七郎在2014年8月在電擊文庫開始出版的日本輕小說。插圖由高橋彌七郎的前作『灼眼的夏娜』的伊東雜音繪製插畫。

## 故事簡介
世界，面臨著兩種「未來」。
一是「前往新發現的可能性」——
一是「墮入悄然降臨的毀滅」——
凡事憑直覺行動的少年直會樺苗，受友人請託而踏入了老舊校舍，卻被送到一個奇異的「星球」上。
在那裡等待他的，是自稱「星平線之梵」的神祕少女。她笑嘻嘻地告訴樺苗： 
「說穿了，就是要請你拯救世界！」
據她說，樺苗是被象徵世界獲救的可能性的「半開之眼」選中的人物；
相反地，還有個「半閉之眼」，象徵將世界導向毀滅的歪曲命運。
樺苗的使命，就是必須阻止「海因之手」毀滅世界。
這時候——
暗戀樺苗卻被他當妹妹看待的小學女孩一條摩芙，也感到某種變化，因而煩惱、做出決定。
「既然『那個』開始行動……我也只好這麼做了。」
一場賭上世界「未來」的命運之戰，即將引爆——！

## 登場人物

### 主要人物
直會樺苗
多柏學院中等部二年級的男學生，學生宿舍「黃葉館」裡的男子宿舍住宿生。
一条摩芙
多柏學院初等部五年級的女學生，學生宿舍「黃葉館」裡的女子宿舍住宿生。
星平線之梵
在第1卷樺苗闖進不可思議之星，等著樺苗的神秘少女。

### 多柏學院
檜原里久
多柏學院中等部二年級的男學生，樺苗的同學兼「黃葉館」的室友。
山邊手梓
多柏學院高等部二年級的女學生，從這個春天開始擔任女子宿舍的宿舍負責人之優等生。
橘樹逢
多柏學院中等部社會科女老師，擔任樺苗和里久的班級導師。也兼任「黃葉館」的舍監。
草刈都
多柏學院初等部六年級的女學生，一条摩芙的室友。

### 半閉之眼
朋友海因
引導世界走向滅亡的被稱為「半閉上之眼」的神秘集體的罪魁禍首。

### 魔術師
八十辻夕子
八十辻正典

## 用語
半開之眼
半閉之眼

## 既刊一覧
| 卷數 | 日文版標題    | 中文版標題   | 出版日(日)            | 出版日(台)    | ISBN（日）             | ISBN（台）             |
| ---- | ------------- | ------------ | --------------------- | ------------- | ---------------------- | ---------------------- |
| 1    | カナエの星    | 實現之星 (1) | 2014年8月9日（同日）  | 2015年4月22日 | ISBN 978-4-04-886554-8 | ISBN 978-986-366-460-4 |
| 2    | カナエの星(2) | 實現之星 (2) | 2015年3月10日（同日） | 2015年9月19日 | ISBN 978-4-04-891086-8 | ISBN 978-986-366-733-9 |
| 3    | カナエの星(3) | 實現之星 (3) | 2015年9月10日（同日） | 2016年6月16日 | ISBN 978-4-04-891611-0 | ISBN 978-986-473-158-9 |